# Surayud Chulanont
Surayud Chulanont (en tailandès:สุรยุทธ จุลานนท์, IPA sǔrájút ʨùlaːnon), (28 d'agost de 1943) és un militar tailandès, general del Reial Exèrcit Tailandès, Comandant Suprem i membre del Consell Privat del Rei Bhumibol Adulyadej i Primer ministre interí de Tailàndia des de l'1 d'octubre del 2006 (elegit pel Consell per a la reforma democràtica, la Junta Militar que va governar el país des del cop d'estat a Tailàndia del 2006) fins al 28 de gener de 2008. Des del mateix dia 19 de setembre el seu nom va ser estudiat pels mitjans de comunicació com propable candidat a Primer ministre en el Govern provisional de Tailàndia després del cop d'estat.
Fill d'un Tinent Coronel membre del Partit Comunista de Tailàndia i que va ser depurat per haver realitzat denúncies de corrupció a l'interior de l'exèrcit, es va graduar en l'Acadèmia Preparatòria de les Forces Armades. Després va ingressar i es va graduar en la Reial Acadèmia Militar de Chulachomklao.
Un cop en servei, va combatre contra el seu propi pare en la repressió del Partit Comunista. Vinculat al general Prem Tinsulanonda, al costat d'ell va desenvolupar la seva carrera militar. En 1978 va comandar un regiment de les Forces Especials i va arribar a ser comandant en cap d'aquestes en 1992, moment en el qual va dirigir les accions repressives contra les revoltes de maig del mateix any que exigien la democratització del país i durant les quals van morir 52 activistes, encara que ell es va exculpar dient que havia tractat de convèncer els seus superiors que no era necessari recórrer a l'ús de la força. En 1994 va ser nomenat Comandant en Cap de la Segona Regió Militar; en 1998, el llavors Primer Ministre, Chuan Leekpai, el va nomenar Comandant en Cap de l'Exèrcit i va organitzar una depuració de les corrupteles en l'estament militar. En 2003, durant el govern de Thaksin Shinawatra, va ser designat Cap de l'Exèrcit, un càrrec honorífic sense comandament efectiu, després de mostrar la seva disconformitat amb el Cap de l'Executiu respecte a la designació de militars addictes al nou govern.
Després de la seva retirada de les Forces Armades, va ser nomenat membre del Consell Privat del Rei, compartint de nou destinació amb Prem Tinsulanonda.
Després del Cop d'estat del 19 de setembre de 2006, Chulanont va ser considerat un ferm candidat a ocupar el lloc de Primer ministre interí. Entre les seves qualitats es va destacar l'ampli suport que concitava entre les Forces Armades i la seva pertinença al poderós Consell Privat del Rei Bhumibol Adulyadej. Elegit com a Primer ministre l'1 d'octubre per la Junta Militar i ratificat pel Rei, va dirigir el govern interí. Després de les eleccions de 2007 i amb la victòria del Partit del Poder del Poble, el 28 de gener de 2008, va ser substituït per Samak Sundaravej.